# Hugh Huxley
Hugh Huxley (ur. 25 lutego 1924 w Birkenhead, zm. 25 lipca 2013 w Woods Hole w amerykańskim stanie Massachusetts) – brytyjski biolog. Profesor biologii na Uniwersytecie Brandeis w Waltham, w stanie Massachusetts w Stanach Zjednoczonych. Laureat Medalu Copleya.

## Życiorys
Studiował fizykę, a następnie uzyskał tytuł doktora w 1952 na Christ's College Uniwersytetu w Cambridge.
Najbardziej znany jest z badań nad strukturą mięśni. W latach pięćdziesiątych XX wieku był jednym z pierwszych, którzy używali mikroskopów elektronowych w badaniach nad modelem skurczy włókien mięśniowych, z udziałem aktyny i miozyny w prążkowanych mięśniach szkieletowych. Badania nad zrozumieniem struktury mięśniowej, kontynuował również z zastosowaniem metod dyfrakcji rentgenowskiej.